# Готель Кост
48°52′00″ пн. ш. 2°19′41″ сх. д. / 48.86674° пн. ш. 2.32802° сх. д.
Готель Кост (фр. Hôtel Costes) — готель у Парижі класу «люкс». За назвою готелю також названа серія альбомів-компіляцій музики в стилі даунтемпо та лаунж.

## Готель
Готель розташований у Парижі, на rue St-Honore, 239. Раніше він називався Hôtel France et Choiseul, але в 1995 році його купила і перебудувала сім'я бізнесменів Кост (Жан-Луґ Кост, його брат Жильбер і син Тьєрі Кост). Готель має 83 номери, його послугами користуються великі бізнесмени і відомі артисти. В готелі доступні бар, ресторан, фітнес-центр та басейн.
Готель достатньо відомий своїми дорогими вечірками. За словами журналістів, це «…легендарне місце, де стиль бароко плавно переходить у авангард, де в будь-який момент спокійний настрій може стати наелектризованим…».

## Компіляції в стилі лаунж
Таку ж назву присвоєно серії компіляцій музичних треків в жанрі лаунж і даунтемпо, її створив діджей Стефан Помпоньяк. Назва серії народилась за іменем готелю, де в барі і на майданчику літнього кафе Стефан в основному працював діджеєм-резидентом цього місця, і мікшував дані композиції. За час, що пройшов з дня виходу першого альбому, ця назва ве стала відомим брендом в світі музики лаунж.

## Дискографія
На 2016-й рік Стефаном видано наступні збірки з цієї серії:
- Hôtel Costes, Vol. 1: Café Costes
- Hôtel Costes, Vol. 2: La suite
- Hôtel Costes, Vol. 3: Étage 3
- Hôtel Costes, Vol. 4: Quatre
- Hôtel Costes, Vol. 5: Cinq
- Hôtel Costes, Vol. 6
- Hôtel Costes, Vol. 7: Sept
- Hôtel Costes, Best Of Costes
- Hôtel Costes, Vol. 8
- Hôtel Costes, Vol. 9
- Hôtel Costes, Vol. X
- Coffret Hôtel Costes
- Hôtel Costes, Vol. 11
- Hôtel Costes, Vol. 12
- Hôtel Costes, Vol. 14
- Hôtel Costes XV
- Hôtel Costes Decade
- Hôtel Costes Best of